# Бутусин, Леонид Олегович
Леони́д Оле́гович Буту́син (укр. Леонід Олегович Бутусін; 27 апреля 2001, Владивосток — 9 марта 2022, Лукашовка) — украинский военнослужащий, солдат, участник российско-украинской войны. Герой Украины (8 июля 2023, посмертно).

## Биография
В 2014 году семья Бутусиных переехала из России на украинское Прикарпатье.
Окончил Надворнянский военно-спортивный лицей, юридический факультет Одесского университета.
В 2020 году вместе с братом Романом вступили в ряды Вооружённых сил Украины и воевали на Донбассе. После полномасштабного российского вторжения участвовали в боях за Черниговщину, где погибли 9 марта 2022 года во время обороны села Лукашевка.
Похоронены на Аллее славы в Калуше Ивано-Франковской области.
В июне 2022 года представление о присвоении братьям звания Герой Украины подписал Главнокомандующий Вооруженными силами Украины Валерий Залужный.
18 октября 2024 года родители Леонида и Романа Бутусиных из Ивано-Франковской области получили сертификаты на жилье от президента Зеленского.

## Награды
- Звание «Герой Украины» с удостоением ордена «Золотая Звезда» (8 июля 2023, посмертно) — за личное мужество и героизм, проявленные в защите государственного суверенитета и территориальной целостности Украины, верность военной присяге[2].